# Piret Hartman
Piret Hartman (ur. 10 sierpnia 1981 w Püssi) – estońska polityk i urzędniczka, w latach 2022–2023 minister kultury, w 2024 minister spraw regionalnych, w latach 2024–2025 minister spraw regionalnych i rolnictwa.

## Życiorys
Absolwentka agroekonomii na Estońskim Uniwersytecie Rolniczym (2003). W 2006 ukończyła na tej samej uczelni (działającej wówczas pod nazwą Estoński Uniwersytet Przyrodniczy) studia z ekonomii i przedsiębiorczości. W 2022 uzyskała dyplom z transformacji cyfrowej przedsiębiorstw na Uniwersytecie Technicznym w Tallinnie. Była wiceprzewodniczącą i przewodniczącą rady zrzeszenia estońskich studentów, wchodziła w skład rady Estońskiego Instytutu Filmowego. W latach 2004–2010 należała do Estońskiego Związku Ludowego, w 2012 wstąpiła do Partii Socjaldemokratycznej. Była etatową działaczką partyjną, pracowała we frakcjach poselskich swoich ugrupowań. W latach 2015–2016 pełniła funkcję doradczyni ministra kultury Indreka Saara, następnie do 2022 w resorcie kultury kierowała działem do spraw różnorodności kulturowej w randze podsekretarza stanu. W latach 2021–2022 przewodniczyła radzie zajmującej się integracją fundacji Integratsiooni Sihtasutus.
W lipcu 2022 objęła stanowisko ministra kultury w drugim rządzie Kai Kallas. Urząd ten sprawowała do kwietnia 2023. W kwietniu 2024 dołączyła do trzeciego gabinetu Kai Kallas, w którym została ministrem spraw regionalnych i rolnictwa. W utworzonym w lipcu tego samego roku gabinecie Kristena Michala została ministrem spraw regionalnych i rolnictwa. Urząd ten sprawowała do marca 2025.